# 1915 no jornalismo
Nesta página encontrará referências aos acontecimentos directamente relacionados com o jornalismo ocorridos durante o ano de 1915.

## Eventos
- 14 de agosto — Fim da publicação na Sertã (Portugal) do jornal mensal "A Boa Nova". Foi publicado desde Julho de 2014.[1]

## Nascimentos
| Data           | Nome                       | Profissão                                           | Nacionalidade | Observações | Ref |
| -------------- | -------------------------- | --------------------------------------------------- | ------------- | ----------- | --- |
| 12 de março    | Antonio Onofre da Silveira | jornalista                                          | Brasil        | m. 1988     |     |
| 31 de outubro  | João de Scantimburgo       | jornalista, professor e escritor. Foi membro da ABL | Brasil        | m. 2013     |     |
| 27 de novembro | Adonias Filho              | jornalista, crítico, ensaísta e romancista          | Brasil        | m. 1990     |     |

## Mortes
| Data            | Nome         | Profissão                       | Nacionalidade | Observações | Ref |
| --------------- | ------------ | ------------------------------- | ------------- | ----------- | --- |
| 25 de fevereiro | José Johanny | advogado, jornalista e político | Brasil        | n. 1872     |     |
| ??              | John Rae     | jornalista                      | Reino Unido   | n. 1845     |     |